# I'm a Ramblin' Man
«Ramblin' Man» es una canción compuesta por Ray Pennington en 1967. La versión más conocida de la canción es una grabación por el músico de country Waylon Jennings. Se publicó en julio de 1974, bajo el nombre «I'm a Ramblin' Man», como el sencillo principal de su álbum The Ramblin' Man.

## Recepción de la crítica
Un escritor no especificado de la revista Cash Box escribió: “La viril entrega vocal se ve realzada aquí por un arreglo casi al estilo de Elvis”. Un escritor no especificado de Billboard comentó: “Jennings representa el ‘nuevo sonido’ de la música country y lo transmite aquí de forma excelente”.

## Lista de canciones
7-inch single – RCA PB-10020
1. «I'm a Ramblin' Man» (Ray Pennington) – 2:45
2. «Got a Lot Goin' for Me» (Dave Kirby) – 2:30

## Posicionamiento
| Gráfica (1974)                                 | Pico de posición |
| ---------------------------------------------- | ---------------- |
| Australia (Kent Music Report)                  | 75               |
| Canadá (RPM Top Singles)                       | 78               |
| Canadá (RPM Country Playlist)                  | 2                |
| Estados Unidos (Billboard Hot 100)             | 75               |
| Estados Unidos (Billboard Hot Country Singles) | 1                |